# 大潟村立大潟こども園
大潟村立大潟こども園（おおがたそんりつ おおがたこどもえん）は、秋田県南秋田郡大潟村にある公立の認定こども園。
なお、本項では、同じ場所にあった大潟幼稚園の沿革についても併せて記述する。

## 概要
本園は、村内に元々あった「大潟幼稚園」と「大潟保育園」を統合し、幼保一体型の施設として、開園した村立の認定こども園である。在籍園児数は、84名（2022年(令和4年)4月1日時点）。

## 教育目標
- キラッと輝く大潟っこ
  - 「かかわる力」〈学び（遊び）〉
  - 「たくましい心と体」〈育ち〉
  - 「豊かな感性」〈心〉

## 沿革
- 1969年（昭和44年）
  - 1月 - 大潟村幼稚園設置。小学校校舎を借りて、開園式挙行。
  - 4月 - 大潟幼稚園PTA設立。
- 1971年（昭和46年）5月 - 大潟幼稚園のうた完成。
- 1972年（昭和47年）12月 - 園舎完成。
- 1973年（昭和48年）1月 - 小・中学校の間借り生活を終えて新園舎に入る。
- 1975年（昭和50年）6月 - グラウンド完成。
- 1978年（昭和53年）
  - 9月 - 創立10周年を記念して手づくり遊具完成。
  - 11月 - 創立10周年の記念樹を植える。
  - 11月16日 - 創立10周年記念式典を幼・小・中学校合同で行う。
- 1980年（昭和55年）11月 - 園舎増築（プレイルーム265㎡）。
- 1988年（昭和63年）11月22日 - 創立20周年記念式典を幼・小・中学校合同で行う。
- 1989年（平成元年）11月 - ログハウス完成。
- 1993年（平成5年）
  - 6月 - コンビネーション遊具の更新。
  - 7月 - 園庭に小川せせらぎ完成。
- 1998年（平成10年）11月1日 - 創立30周年記念式典を幼・小・中学校合同で行う。
- 2000年（平成12年）4月 - 中央児童館が併設。
- 2001年（平成13年）
  - 3月 - ログハウスの更新。
  - 6月 - ゆめ21プレスクール支援事業実施。
- 2002年（平成14年）
  - 3月 - 大潟村中央児童館閉館。
  - 4月 - 幼稚園預かり保育実施。
- 2006年（平成18年）8月 - サッシ・中庭改修工事。
- 2008年（平成20年）11月1日 - 創立40周年記念式典を幼・小・中学校合同で行う。
- 2009年（平成21年）4月 - なかよしハウス完成。
- 2014年（平成26年）4月 - 子育て支援センターが保育園から移転。
- 2015年（平成27年）4月 - 子育て支援センターが幼稚園から保育園へ移転。同時に3歳児保育始。
- 2017年（平成29年）12月20日 - 大潟村議会は、『大潟村立大潟こども園設置条例』を可決。
- 2018年（平成30年）
  - 4月1日 - 『大潟村立大潟こども園設置条例』施行により、大潟幼稚園と大潟保育園を廃止し、村立の認定こども園・大潟こども園開園。
  - 11月1日 - 創立50周年記念式典を園・小・中学校合同で行う。

## 周辺
大潟村中心部に位置する。
- 大潟村立大潟中学校 - 同一敷地内
- 大潟村立大潟小学校 - 同上
- 他は、大潟村立大潟小学校#周辺を参照。

## 交通アクセス
- JR奥羽本線八郎潟駅から、南秋地域広域マイタウンバスの「大潟五城目線」・「大潟八郎潟線」で、「中学校グランド前」バス停下車後、徒歩。